# 猶他州百翰城聖殿
猶他百翰城聖殿（Brigham City Utah Temple）是耶穌基督後期聖徒教會的一座聖殿，位於猶他州百翰城。2009年，耶穌基督後期聖徒教會會長多馬·孟森（Thomas S. Monson）宣布將建設這座聖殿。這座聖殿與宣佈在智利康塞普西翁，佛羅里達勞德代爾堡，巴西福塔雷薩和日本札幌建造的聖殿同時宣布；當時的公告使全世界的聖殿總數達到151座（包括正在建造和宣布的聖殿）。它是在猶他州建造的耶穌基督後期聖徒教會的第十四座聖殿。
這座聖殿位於中央小學曾經位於百翰城大街道的南250號的住所，與歷史悠久的百翰城大禮拜堂的對面。2010年7月31日舉行了奠基儀式，儀式由十二使徒定額組會長，百翰城人培道‧潘（Boyd K. Packer）主持。。2011年6月28日上午，安裝了西部尖塔。天使摩羅乃雕像於2011年7月12日安裝在東部塔樓上。由於天氣原因，安裝延遲了將近兩個小時。2012年8月18日至9月15日期間， 猶他百翰城聖殿開放參觀。9月22日，聖殿正式奉獻。潘會長於2012年9月23日在三屆會議中奉獻聖殿。奉獻會議向猶他州的教會會眾廣播。伴隨著聖殿的奉獻，9月22日舉行了一場以音樂和舞蹈為特色的文化慶祝活動。

## 外部連結
- 维基共享资源上的相關多媒體資源：猶他州百翰城聖殿
- Brigham City Utah Temple （页面存档备份，存于） (official)
- Brigham City Utah Temple at LDSChurchTemples.com
- Oral Histories about the building and opening of the Brigham City Utah Temple （页面存档备份，存于） from the Brigham City Museum-Gallery and Brigham City Library